# Scardiinae
Scardiinae es una subfamilia de   lepidópteros glosados del clado Ditrysia perteneciente a la familia Tineidae.

## Géneros
| - Afroscardia - Amorophaga - Bythocrates - Cnismorectis - Coniastis - Cranaodes - Daviscardia - Diataga - Dorata | - Echyrota - Gentingia - Hormantris - Leptozancla - Miniscardia - Montescardia - Morophaga - Morophagoides - Moscardia - Necroscardia | - Pectiniscardia - Perilicmetis - Philagrias - Scardia - Scardiella - Sematoplusia - Semeoloncha - Tinissa - Trigonarchis - Vespitinea |